# Cyphobrembana pellegrinensis
Cyphobrembana pellegrinensis là một loài chân đều trong họ Trichoniscidae. Loài này được Verhoeff miêu tả khoa học năm 1931.